# Richard Legh, 5. Baron Newton
Richard Thomas Legh, 5. Baron Newton (* 11. Januar 1950) ist ein britischer Peer, Anwalt und parteiloser Politiker.

## Leben und Karriere
Er ist der ältere von zwei Söhnen des Peter Legh, 4. Baron Newton (1915–1992) aus dessen Ehe mit Priscilla Egerton-Warburton (* 1915). Durch die vorherige Ehe seiner Mutter mit William Matthew Palmer, Viscount Wolmer, ist er ein Halbbruder des John Palmer, 4. Earl of Selborne.
Er besuchte das Eton College und studierte am Christ Church College der Universität Oxford. Von 1976 bis 1979 arbeitete er als Solicitor bei der Kanzlei May May & Merrimans. Seit 1983 ist er als General Commissioner of Income Tax tätig. Von 1987 bis 1999 war er Mitglied des District Council von Wealden. Von 1992 bis 1995, sowie erneut von 1997 bis 1998, gehörte er dem Sussex Downs Conservative Board an.
Beim Tod seines Vaters im Juni 1992 erbte er dessen Adelstitel als 5. Baron Newton und den damit verbundenen Sitz im House of Lords. Diesen nahm er erstmals am 9. Dezember 1992 ein und schloss sich der Fraktion der Crossbencher an. Seinen erblichen Parlamentssitz verlor er durch den House of Lords Act 1999. Für die Wahlen zu einem der verbleibenden Sitze trat er nicht an. Er derzeit nicht im  Register of Hereditary Peers verzeichnet, die für eine Nachwahl zur Verfügung stehen (Stand: Mai 2012). Er gehört der Hereditary Peerage Association derzeit nicht an.
Legh ist im Besitz der Tagebücher von Thomas Legh, 2. Baron Newton.
Er bewohnt das Anwesen Laughton Park in Laughton bei Lewes in East Sussex.

## Ehe und Nachkommen
Legh heiratete am 19. Mai 1978 Rosemary Whitfoot Clarke. Zusammen haben sie zwei Kinder, eine Tochter Hon. Alessandra Mary Legh (* 1978) und einen Sohn Hon. Piers Richard Legh (* 1979).